# Central nuclear de Rivne
La Central nuclear de Rivne (en ucraniano: Рівненська АЕС), también conocida como Rovno es una planta de energía nuclear en Varash, Rivne, Ucrania.

## Descripción
Los reactores VVER-400 de la central nuclear de Rivne fueron los primeros que se construyeron en Ucrania. Mientras se diseñaba y construía la planta, tenía el nombre de "Central nuclear de Ucrania occidental", sin embargo, durante la puesta en marcha se cambió el nombre a "Central nuclear de Rivne".
El Comité Regulador de Ucrania, durante una reunión en Varash, adoptó una decisión sobre la extensión de la vida útil de las unidades de potencia Rivne 1 y 2 en 20 años.
La central tiene cuatro reactores con una capacidad nominal de poco más de 2500 MWe.
| Estación                   | Tipo          | Capacidad neta | Criticidad inicial | Fecha de cuadrícula |
| -------------------------- | ------------- | -------------- | ------------------ | ------------------- |
| Unidad 1                   | VVER -440/213 | 361 MWe        | diciembre de 1980  | septiembre de 1981  |
| Unidad 2                   | VVER-440/213  | 384 MWe        | diciembre de 1981  | julio de 1982       |
| Unidad 3                   | VVER-1000/320 | 950 MWe        | noviembre de 1986  | mayo de 1987        |
| Unidad 4                   | VVER-1000/320 | 950 MWe        | septiembre de 2004 | octubre de 2004     |
| Unidad 5 (plan suspendido) | VVER-1000/320 | 950 MWe        | N / A              | N / A               |

En 2018, la unidad 3, luego de la modernización, recibió una licencia de extensión de vida extendiendo su operación por 20 años hasta 2037.